# Rhadi Ben Abdesselam
Rhadi Ben Abdesselam (Marruecos, 28 de febrero de 1929-4 de octubre de 2000) fue un atleta marroquí, especializado en la prueba de maratón en la que llegó a ser subcampeón olímpico en 1960.

## Carrera deportiva
En los JJ. OO. de Roma 1960 ganó la medalla de plata en la carrera de maratón, recorriendo los 42,195 km en un tiempo de 2:15:41 segundos, llegando a meta tras el etíope Abebe Bikila, y por delante del neozelandés Barry Magee (bronce).